# Chone filicaudata
Chone filicaudata är en ringmaskart som beskrevs av Rowland Southern 1914. Enligt Catalogue of Life ingår Chone filicaudata i släktet Chone och familjen Sabellidae, men enligt Dyntaxa är tillhörigheten istället släktet Chone och familjen Sabellariidae. Arten har ej påträffats i Sverige. Inga underarter finns listade i Catalogue of Life.